# پیتر ریچرسون
پیتر ریچرسون (انگلیسی: Peter Richerson؛ زادهٔ ۱۱ اکتبر ۱۹۴۳) زیست‌شناس، و استاد دانشگاه اهل ایالات متحده آمریکا است.
وی همچنین برندهٔ جوایزی همچون کمک‌هزینه گوگنهایم شده‌است.